# Левкин
Ле́вкин (рос. Левкин) — починок у складі Нікольського району Вологодської області, Росія. Входить до складу Нікольського сільського поселення.

## Населення
Населення — 20 осіб (2010; 44 у 2002).
Національний склад (станом на 2002 рік):
- росіяни — 100 %